# Al Williamson
Alfonso Williamson (New York City, 21 marzo 1931 – upstate New York, 12 giugno 2010) è stato un fumettista statunitense. È stato allievo della scuola di Burne Hogarth. Tra i suoi lavori più famosi Flash Gordon. Nell'ultimo periodo della carriera ha lavorato molto per la Marvel Comics.